# Koningslaagte
Koningslaagte est un hameau de la commune néerlandaise de Het Hogeland, situé dans la province de Groningue, au nord de la ville de Groningue. Il fait partie de la commune de Bedum avant le 1er janvier 2019, quand celle-ci est rattachée à la nouvelle commune de Het Hogeland.